# لودويغ ديفرينت
لودويغ ديفرينت (بالألمانية: Ludwig Devrient)‏ (و. 1784 – 1832 م) هو ممثل، وممثل مسرحي ألماني، ولد في برلين، توفي في برلين، عن عمر يناهز 48 عاماً.

## جوائز
حصل على جوائز منها:

خاتم إفلاند ‏